# GAGAGA
《GAGAGA》是SDN48的首張單曲。於2010年11月24日由Universal Music發售。

## 概要
- 與AKB48和SKE48的單曲一樣，分為2種類的通常盤和劇場盤同時發售。通常盤是夾克和收錄內容不同。
- 表題曲「GAGAGA」参加成員12名的選抜是朝日電視台『すっぽんの女たち』節目内發表。
- 12名的選抜成員決定方法是
  - 朝日電視台『すっぽんの女たち』節目公式手機網頁的投票（1手機1日1次）
  - 朝日電視台『すっぽんの女たち』節目公式手機網頁的待機畫面的下載數
  - 成員各人的GREE的部落格文章的閱覽數

上述3點首12名決定為選抜成員。
- 日本發售同時韓国都發售。但是，韓國節目沒有演出和live。
- 配信亦在日本以外亞洲9国播放。
- 歌詞的一部份是韓語。

## 選抜成員

### GAGAGA
（粗字是通常盤的前面成員。括弧内是主要成員選抜的順序。）
- 1期生：穐田和恵（11位）、伊藤花菜（10位）、梅田悠（6位）、浦野一美（5位）、大堀惠（1位）、加藤雅美（8位）、小原春香（9位）、佐藤由加理（2位）、芹那（7位）、陳屈（圏外）、野呂佳代（3位）
- 2期生：KONAN（4位）
總合12位的福山咲良是慢性疾病惡化SDN48成員畢業並和選拔成員辞退發表。並選出代役。

### 孤獨的跑者
- SDN48全成員

### 愛神觸發
「Under Girls A」名義　（粗字是Center）
- 1期生：今吉惠、大河内美紗、甲斐田樹里、NaChu、西国原礼子、畠山智妃、三ツ井裕美
- 2期生：大山愛未、木本夕貴、奈津子、藤社優美、松島瑠美

### 佐渡向過去
「Under Girls B」名義　（粗字是Center）
- 1期生：河内麻沙美、近藤沙耶香、手束真知子
- 2期生：相川友希、亞希子、伊東愛、高橋由衣、谷咲伴美、津田麻莉奈、二宮悠嘉、福田朱子、細田海友

## 收錄曲

### 通常盤A
封面写真（梅田悠・浦野一美・大堀惠・佐藤由加理・野呂佳代・KONAN）
1. GAGAGA [3:39]
作詞：秋元康、作曲：HARANHN、編曲：佐佐木裕
2. 孤獨的跑者 [3:25]
作詞：秋元康、作曲：宮島律子、編曲：野中“まさ”雄一
3. 愛神觸發 [4:26]
歌：Under Girls A
作詞：秋元康、作曲：SQR、編曲：SQR・j.hull
4. GAGAGA（off vocal ver.）
5. 孤獨的跑者（off vocal ver.）
6. 愛神觸發（off vocal ver.）

DVD
1. 「GAGAGA」Music Clip
2. 「孤獨的跑者」Music Clip
3. 「愛神觸發」Music Clip

特典（只限於初回部分）
- 「誘惑的吊襪帶」大島優子、小嶋陽菜、篠田麻里子 from AKB48 Special ver.（Live in YOKOHAMA ARENA）
- SDN48 首張CD 祝賀評論 from AKB48 前編

### 通常盤B
封面写真（梅田悠・浦野一美・大堀惠・佐藤由加理・野呂佳代・KONAN）
1. GAGAGA
2. 孤獨的跑者
3. 佐渡向過去 [3:08]
歌：Under Girls B
作詞：秋元康、作曲・編曲：若田部誠
4. GAGAGA（off vocal ver.）
5. 孤獨的跑者（off vocal ver.）
6. 佐渡向過去（off vocal ver.）

DVD
1. 「GAGAGA」Music Clip
2. 「孤獨的跑者」Music Clip
3. 「佐渡向過去」Music Clip

特典（只限於初回部分）
- 記錄 & MV Making影像
- SDN48 首張CD 祝賀評論 from AKB48 後編

### 劇場盤
封面写真（選抜成員全員）
1. GAGAGA
2. 孤獨的跑者
3. 愛神觸發
4. 佐渡向過去

特典
- 劇場盤發售記念写真会参加券

## 外部連結
- Universal Music（页面存档备份，存于）